# Geesdorf
Geesdorf ist ein Gemeindeteil des Marktes Wiesentheid im unterfränkischen Landkreis Kitzingen.

## Geografische Lage
Das Kirchdorf Geesdorf liegt im äußersten Nordosten des Wiesentheider Gemeindegebietes. Nördlich des Ortes beginnt das Gebiet der Gemeinde Prichsenstadt, im Osten befindet sich Rüdern, ebenfalls ein Teil der Großgemeinde Prichsenstadt. Im Süden liegt Untersambach, im Westen Wiesentheid.
Die nächstgelegenen größeren Städte sind Kitzingen mit einer Entfernung von etwa 17 Kilometern und Würzburg, das ungefähr 31 Kilometer entfernt ist.

## Geschichte
Zu Beginn des 14. Jahrhunderts, 1306, wurde „Gissendorf“, wie es damals genannt wurde, erstmals in den Quellen erwähnt. Der Ortsname geht vermutlich auf einen Gründer mit Namen Giso zurück. Zunächst hielten einige niedere Adelsgeschlechter aus der Umgebung dort Lehen. Die Müffling, die Seckendorff, die Seinsheim und die Wiesenbronn waren in Geesdorf begütert. Die ursprünglichen Casteller Lehengüter kamen früh an das Kloster Ebrach im Steigerwald, die Geesdorfer Mühle erhielten die Seinsheim.
Im 18. Jahrhundert wurde das Dorf zwischen den Grafen von Schönborn und den Ebracher Zisterziensern aufgeteilt. Die 47 Untertanen der Grafen von Schönborn mussten fortan am Gottesdienst in der Mauritiuskirche in Wiesentheid teilnehmen, die etwa 100 Ebracher Bürger besuchten die Kirche im benachbarten Kirchschönbach. 1893 erhielt Geesdorf einen Haltepunkt an der inzwischen stillgelegten Bahnstrecke Kitzingen–Schweinfurt.
Im Ersten Weltkrieg gab es im Dorf einen Kriegstoten. Auf den Schlachtfeldern des Zweiten Weltkriegs starben  fünf Dorfbewohner. Am Ende des Krieges rückten die siegreichen Amerikaner auf Geesdorf vor. Einzelne SS-Männer und der Volkssturm errichteten am 13. April 1945 eine Panzersperre. Allerdings beseitigten die Einwohner von Geesdorf nachts die Sperre, um sinnloses Blutvergießen zu verhindern. Der Einmarsch erfolgte dann kampflos.
Im Jahr 1977 wurde Geesdorf in die neugeschaffene Großgemeinde Wiesentheid eingegliedert.

## Kultur und Sehenswürdigkeiten

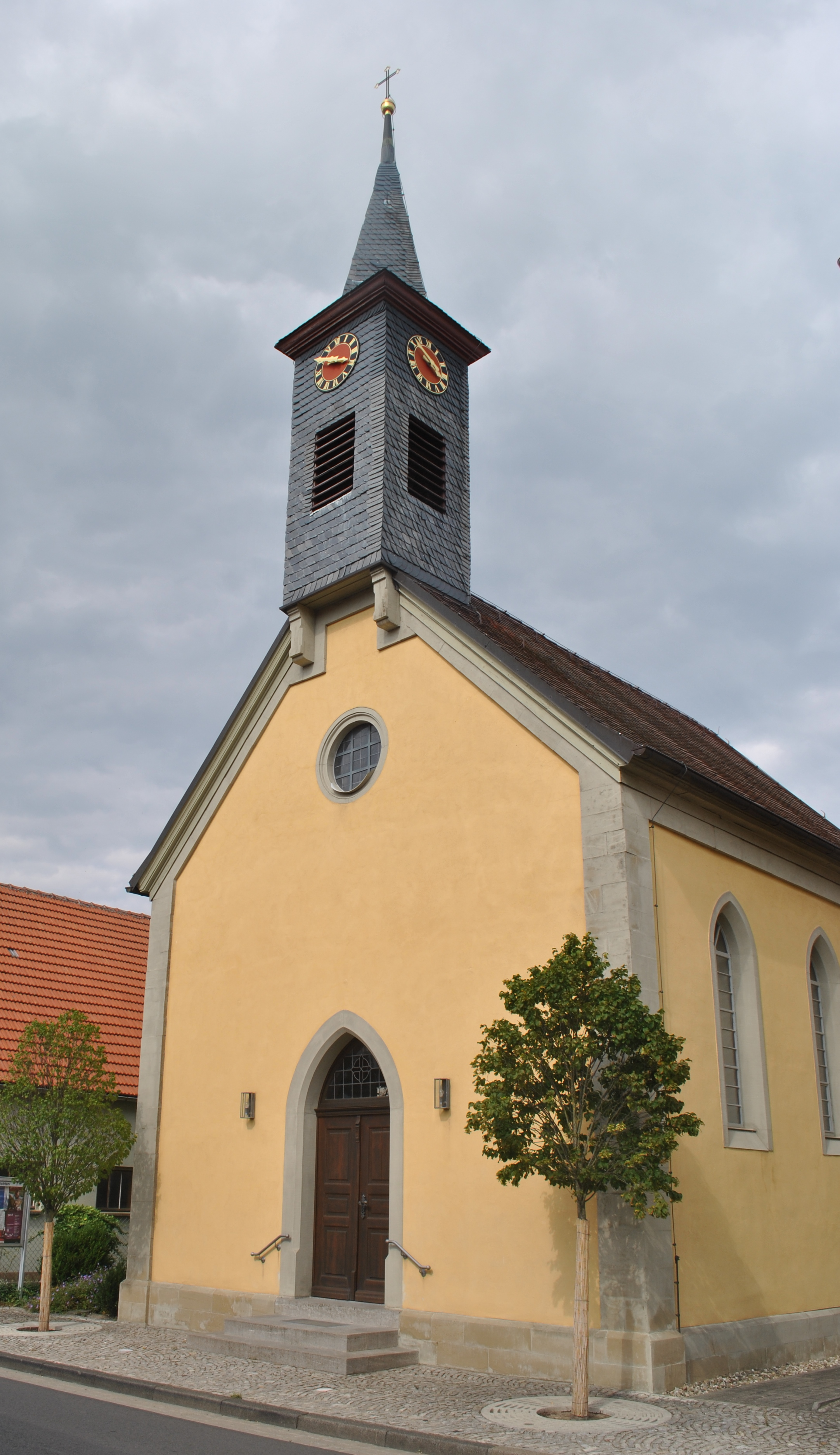
Die Kirche St. Andreas

### Baudenkmäler
Die katholische Filialkirche des Ortes ist dem heiligen Andreas geweiht. Sie wurde im Jahr 1863 errichtet und zitiert die Formen der Neugotik. Zuvor war der Betraum des Dorfes im alten Schulhaus untergebracht. Die Ausstattung entstammt zumeist dem 18. Jahrhundert, ein Votivbild zeigt den heiligen Wendelin inmitten einer Schafherde. Der Hochaltar kam mit dem Bau der Kirche in das Gotteshaus.
In Geesdorf existiert ein Gasthof aus der ersten Hälfte des 19. Jahrhunderts. Mehrere Bildstöcke verteilen sich auf die Gemarkung. Sie stammen meist aus dem 18. Jahrhundert.

### Sagen

#### Die mitternächtlichen Gäste
Die alte Geesdorfer Mühle wurde bereits 1413 erwähnt. In der Adventszeit zog sie an gewissen Tagen merkwürdige Gäste an. Gegen 23 Uhr zogen einige Gestalten den Mühldamm entlang. Sie liefen ruhig in das Mühlhaus und setzten sich rings um den großen Tisch in der Wohnstube. Sie waren missgestaltet mit teilweise sonderbaren Füßen, einer von ihnen hatte Hühnerfüße. Die Gestalten spielten bis Mitternacht Karten und zogen dann wieder von dannen.
Der Müller und seine Frau waren an die Gestalten so gewöhnt, dass sie nicht besonders überrascht waren, wenn sie zurückkehrten. Es geht auch die Sage um, dass die Gestalten aus dem Rüderner Bach auf dem Weg zwischen Untersambach und Kirchschönbach aufstiegen. Einmal besuchten sie wieder die Mühle, als der Mann auswärts zu tun hatte. Die Frau war mit ihrem Neugeborenen allein. Da steckte einer der Gestalten den Kopf durch den Bettvorhang und machte die Frau mit seinem Atem schwer krank.

#### Der Erlig
Der Erlig ist ein Sumpfgebiet zwischen Kirchschönbach und Geesdorf. Es hat seinen Namen von den Erlen, die sich dort befinden. Von diesem Ort wurden viele Sagen überliefert. So waren in der Adventszeit ein Reiter ohne Kopf und ein schwarzer Pudel zu beobachten. Manchmal konnte man dort auch eine schwarze Katze liegen sehen. Ein Mann aus Wiesentheid sah eines Nachts ein Feuer brennen, das verschwand, als er näher kam. Einigen begegnete auch ein unsichtbares Fuhrwerk.
Mehrere Buben aus Geesdorf kamen einst nachts am Dreikönigsfest zurück von einer Tanzmusik in Kirchschönbach und liefen am Erlig vorbei. Auf dem Hinweg hatte einer von ihnen bereits einen großen, schwarzen Hund auf dem Damm neben dem Weg gesehen. Er berichtete den anderen von dem großen Tier, um sie auf den Anblick vorzubereiten. Zwischen zwei und drei Uhr nachts kamen sie wiederum am Hundeschatten vorbei. Nun blieb der Hund aber nicht liegen, sondern setzte sich bald in Bewegung. Er lief auf dem Weg entlang, bis er nach links in das Gebüsch am Wegesrand abbog. Das Laufen des Tieres erzeugte einen Lärm, der sich anhörte, als schleife man einen eisernen Rechen über einen Acker. Als der Hund im Gebüsch angelangt war, endete dieses Geräusch, wurde jedoch von einem lauten Brüllen abgelöst, das man bis nach Ilmbach hörte.

## Bildung
Geesdorf liegt heute im Sprengel der Nikolaus-Fey-Grundschule im Hauptort Wiesentheid.  Geesdorfer Kinder besuchen die Mittelschule in Wiesentheid. Weiterführende Schulen sind die Mädchenrealschule in Volkach und die Realschule in Dettelbach. Gymnasien gibt es in Münsterschwarzach (Egbert-Gymnasium), Volkach-Gaibach (Franken-Landschulheim Schloss Gaibach), Wiesentheid (Steigerwald-Landschulheim) und Kitzingen (Armin-Knab-Gymnasium).

## Vereine
Der Fußballverein 1. FC Geesdorf stieg zur Saison 2022/23 in die fünftklassige Bayernliga auf.

## Persönlichkeiten
- Otto Weiglein (1912–1998), MdL von 1946 bis 1950, Bürgermeister von Geesdorf, Ehrenbürger von Wiesentheid
- Willy Richard Reichert (1924–1982), Schriftsteller und Verleger, Reichert wuchs in Geesdorf auf